# Charlotte Park (Floride)
Charlotte Park est une census-designated place du comté de Charlotte, dans l'État de Floride, aux États-Unis,. En 2020, elle compte une population de 2 667 habitants.